# 孫金柱
孫金柱（1918年—1983年3月8日）。山東省濰縣人。民國39年（1950年）在工會東區遞補當選第一屆立法委員

## 生平[1][2]
- 膠濟鐵路中學畢業
- 中央訓練團社會工作人員訓練班第十期
- 革命實踐研究院十期
- 黨政軍幹部聯合作戰研究班第一期研究員
- 青島市自來水工會理事長
- 青島市總工會理事長
- 青島市參議員
- 民國39年4月，遞補爲立法委員[3]
- 立法委員黨部委員
- 民國72年3月8日病逝[4]